# Labineto
Labineto (Λαβύνητος Labýnētos; forma helenizada do nome acádio Nabû-na'id) é um nome que provavelmente se refere aos reis da dinastia caldeia (626–539 a.C.) em geral. A forma helenizada do nome ocorre apenas nas Histórias de Heródoto.
De acordo com o historiador grego Heródoto (século V a.C.), Sienésis I da Cilícia e Labineto da Babilônia negociaram um tratado de paz entre o rei Alíates da Lídia e o rei Ciaxares da Média.
A guerra estourou entre os dois países e continuou por cinco anos, durante os quais tanto os lídios quanto os medos obtiveram várias vitórias. Em uma ocasião, eles travaram uma batalha inesperada no escuro, um evento que ocorreu após cinco anos de guerra indecisa. Os dois exércitos já haviam se enfrentado e a luta estava em andamento, quando o dia de repente se transformou em noite.[...] Tanto os lídios quanto os medos romperam a guerra ao ver o escurecimento do dia; eles estavam mais ansiosos do que antes para concluir a paz, e uma reconciliação foi realizada por Siénesis, um cilício, e Labineto da Babilônia, que foram os homens responsáveis tanto pelo pacto de paz quanto pela troca de casamentos entre os dois reinos. Eles persuadiram Alíates a dar sua filha Arienis a Astíages, filho de Ciaxares - sabendo que os tratados raramente permanecem intactos sem sanções poderosas.
Acredita-se que Labineto seja o modo de Heródoto escrever o nome de Nabonido. Portanto, é provável que Labineto seja o rei posterior do Império Babilônico, Nabonido (r. 556–539 a.C.). O eclipse solar pode ser datado de 28 de maio de 585 a.C. Também é possível que o Labineto mencionado por Heródoto seja idêntico a Nabucodonosor II. Isso está longe de ser certo, mas é provável que os babilônios, que agora haviam conquistado o oeste, estivessem interessados na Anatólia, onde o ferro seria obtido. Ao mesmo tempo, Nabucodonosor parece ter tido relações mais ou menos amigáveis com as tribos da montanhas. Existe também outra cronologia que coloca a Batalha do Hális no ano 610 a.C. Se ela estiver correta, o Labineto pode ser identificado com Nabopolassar.[carece de fontes?]